# سن سالواتوره تلسینو
سن سالواتوره تلسینو (به ایتالیایی: San Salvatore Telesino) یک کومونه در ایتالیا است که در استان بنونتو واقع شده‌است.

## خصوصیات
سن سالواتوره تلسینو ۱۸٫۱ کیلومترمربع مساحت و ۴٬۰۳۰ نفر جمعیت دارد و ۹۵ متر بالاتر از سطح دریا واقع شده‌است.